# Страшиньский, Ольгерд
Ольгерд Страшиньский (пол. Olgierd Straszyński; 29 ноября 1903, Мариуполь — 12 января 1971, Варшава) — польский дирижёр. Отец дирижёра Анджея Страшиньского.
Родился в семье инженера, руководившего сооружением железной дороги в Мариуполе; по материнской линии внук оперного певца Витольда Александровича. Музыкальное образование начал получать как скрипач, в Киеве, в частной школе Константина Регаме и Лидии Славич; в 1914—1916 гг. выступал с концертами как солист. В 1921 году вместе с семьёй вернулся в Польшу. Учился в Варшавской консерватории. В 1930 году окончил класс дирижирования под руководством Гжегожа Фительберга, в 1933 году также класс теории под руководством Казимежа Сикорского и Иеронима Фейхта. Частным образом занимался также у Эмиля Млынарского. Одновременно изучал право в Варшавском университете.
В 1930 году дебютировал как дирижёр с Варшавским филармоническим оркестром. С 1932 года работал на Польском радио как руководитель отдела звукозаписи и дирижёр. В предвоенные годы часто дирижировал концертами, транслировавшимися по радио, в том числе с Большим симфоническим оркестром Польского радио, которым руководил Фительберг. Выступал как приглашённый дирижёр с различными польскими коллективами, осуществил ряд записей. Активно участвовал как педагог в летних школах «Каникулярный музыкальный очаг», проходивших в Кременецком лицее под руководством Бронислава Рутковского. С осени 1939 года должен был занять пост дирижёра Варшавской оперы.
В годы Второй мировой войны активный участник подпольной культурной жизни Варшавы: неофициальных концертов, музыкального вещания на подпольной радиостанции «Молния» под руководством Эдмунда Рудницкого и Ежи Вальдорфа. Участвовал в сокрытии от оккупантов ценностей польской культуры (в том числе автографов Фридерика Шопена). В 1944 году был вывезен на принудительные работы в Германию, работал на оружейном заводе в Эссене (по другим сведениям, бежал из депортационного поезда и скрывался в Новы-Сонче).
По окончании войны вернулся в Варшаву и стал первым руководителем городского оркестра — воссозданного Варшавского филармонического оркестра. 4 декабря 1945 года дирижировал первым послевоенным оперным спектаклем в Варшаве: за один вечер были представлены оперы «Слово чести» Станислава Монюшко и «Паяцы» Руджеро Леонкавалло. С 1947 года, продолжая дирижёрскую карьеру, одновременно занимал должность музыкального руководителя звукозаписывающей компании «Muza». В 1949 году работал с Поморским симфоническим оркестром в Быдгоще, затем в 1950—1951 гг. снова в Варшавской опере. В 1954—1956 гг. в Люблинской филармонии, в 1957—1960 гг. художественный руководитель Ольштынской филармонии. В последние годы сотрудничал с Музыкальным театром в Лодзи.
Составитель (вместе с Тадеушем Шеверой) антологии военной песни «Пусть ветер её понесёт» (пол. Niech wiatr ją poniesie: antologia pieśni z lat 1939–1945; 1970, второе издание 1975).